# Federico De Roberto
Federico De Roberto (Napoli, 16 gennaio 1861 – Catania, 26 luglio 1927) è stato uno scrittore italiano.
(dal romanzo L'Imperio)

## Biografia

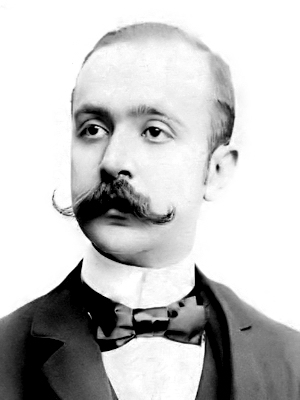
Federico De Roberto da giovane

Nacque a Napoli nel 1861, da Federico, quarantenne ex ufficiale di stato maggiore del Regno delle Due Sicilie col grado di maggiore e dalla nobildonna di origini catanesi, ma nata a Trapani, Marianna Asmundo; gli vennero imposti i nomi di Federico, Maria, Francesco, Diego, Michele, Luigi, Vincenzo.
A nove anni si trasferì con la famiglia a Catania nel 1870, dopo la dolorosa perdita del padre, don Federico senior (non Ferdinando, come erroneamente riportato da più parti nei vecchi studi), travolto da un treno sui binari della stazione di Piacenza. Da allora, salvo una lunga parentesi milanese e una più breve a Roma, Federico visse all'ombra gelosa della madre, donna Marianna Asmundo Ferrara, che con la sua personalità forte e possessiva esercitò un grande influsso sulla vita del figlio.

### La prima formazione
A Catania dal 1874 frequentò l'istituto tecnico "Carlo Gemmellaro" e nel 1879 si iscrisse alla facoltà di scienze fisiche, matematiche e naturali dell'Università di Catania. Al terzo anno abbandonò la formazione scientifica perché sempre più incline a sviluppare gli interessi letterari e gli studi classici, allargando la sua cultura al latino. In questo periodo iniziò a collaborare con alcune riviste.

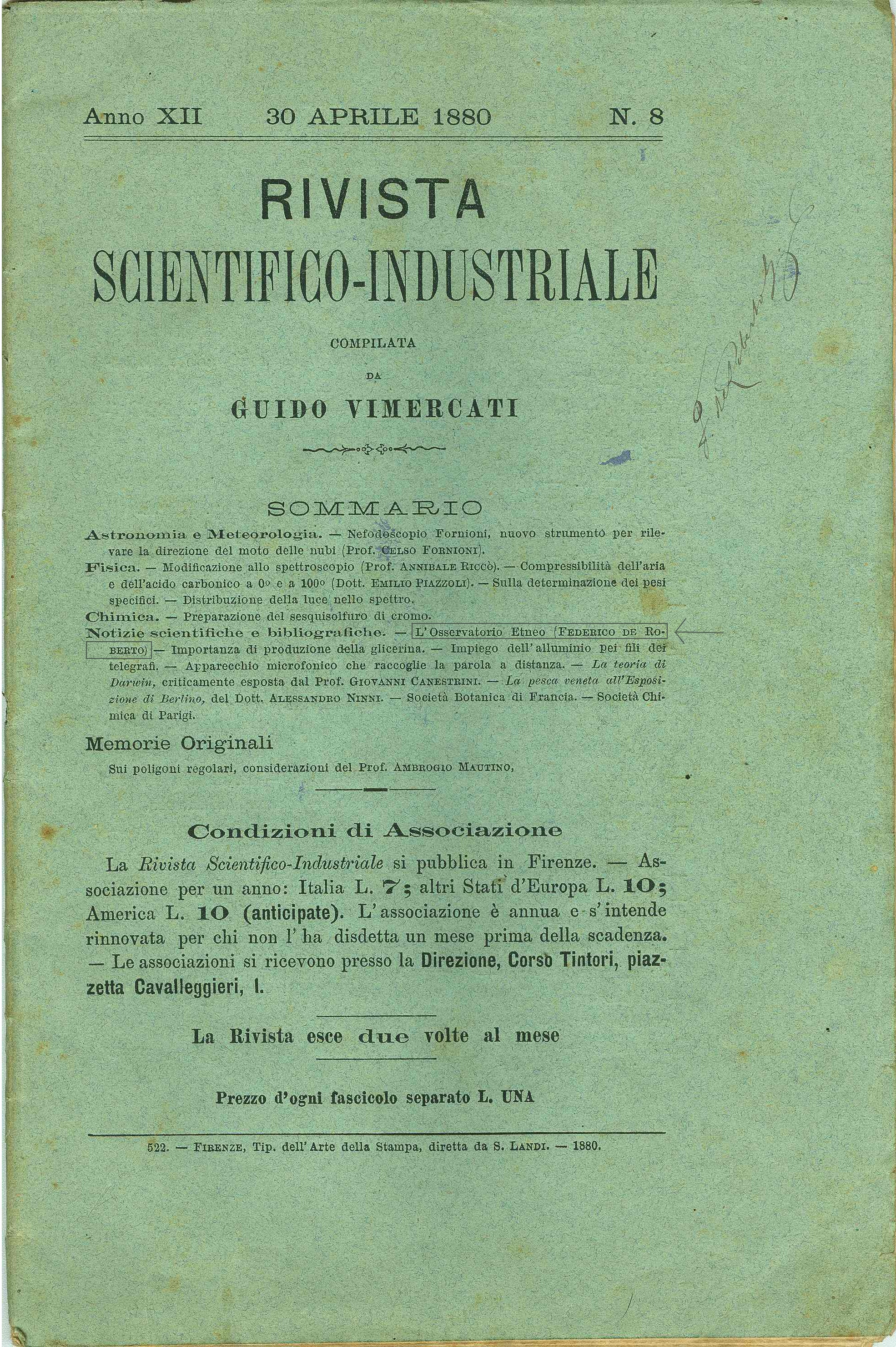
Rivista Scientifico-industriale datata 30 aprile 1880 con un saggio di Federico De Roberto e con il suo autografo.

### L'esordio letterario
Strinse rapporti professionali con l'editore Giannotta di Catania.

Frontespizio della quinta edizione del saggio Polemica, Editore Giannotta, collezione del maestro Francesco Paolo Frontini

Nel 1881 esordì con il saggio Giosuè Carducci e Mario Rapisardi. Polemica, pubblicato da Giannotta.
Si fece presto conoscere negli ambienti intellettuali per la sua attività di consulente editoriale, critico e giornalista sulle pagine di due settimanali che uscivano a Catania e a Roma: il Don Chisciotte, del quale fu anche direttore dal 1881 al 1882, e il Fanfulla della domenica, sul quale scrisse dal 1882 al 1883 firmandosi con lo pseudonimo di Hamlet.
Per l'editore Giannotta fondò la collana di narrativa dei "Semprevivi" ed ebbe modo di conoscere Capuana e Verga, con i quali strinse una salda e duratura amicizia.
Nel 1883 elaborò saggi sulla letteratura naturalista e verista, su Zola, Capuana, Flaubert e Matilde Serao, che raccolse in un volume per Giannotta, dal titolo Arabeschi.
La collaborazione con il Fanfulla della domenica avviata nel 1882 proseguì fino al 1900. I suoi scritti vertevano su arte e letteratura. Abbandonò lo pseudonimo e cominciò a firmarsi con il suo vero nome. Nello stesso periodo venne incaricato dal Comune di Catania di gestire la biblioteca civica ex benedettina di San Nicola all’Arena, luogo in cui De Roberto avrebbe trascorso molto del suo tempo.
Un momento importante per la formazione dello scrittore fu l'incontro, durante un soggiorno in Sicilia, con il critico letterario e scrittore francese Paul Bourget (1852-1935), al tempo molto noto per i suoi studi psicologici e romanzi che si contrapponevano al naturalismo di Émile Zola, nei quali Bourget analizzava minuziosamente le coscienze tentando di giungere ad una "anatomia morale".

### A Milano con Verga e Capuana
Decisivo fu per De Roberto il trasferimento a Milano nel 1888, dove fu introdotto da Verga nella cerchia degli Scapigliati e conobbe Arrigo Boito, Giuseppe Giacosa e Giovanni Camerana, consolidando sempre più la sua amicizia con Verga e Capuana. Durante il soggiorno milanese scrisse per il Corriere della Sera e pubblicò diverse raccolte di novelle. Nel 1888 iniziò a collaborare con il Giornale di Sicilia di Palermo e avviò una serie di carteggi con un giovane studente in giurisprudenza, il palermitano Ferdinando Di Giorgi, mentre a Milano pubblicò le novelle psicologiche Documenti umani, edite da Treves.
Nel 1889 un altro editore milanese, Libreria Editrice Galli, pubblicò il romanzo Ermanno Raeli. Sempre nel periodo milanese, De Roberto concepì la trilogia di romanzi sui principi Uzeda di Francalanza composta da:
- L'illusione, pubblicato nel 1891;
- I Viceré, pubblicato nel 1894, considerato il suo capolavoro, ma molto discusso al tempo dai suoi contemporanei e uscito nell'anno dello scandalo della Banca romana e della repressione nel sangue dei fasci siciliani. L'autore scruta e registra ventisette anni, dal 1855 al 1882;
- L'Imperio, incompiuto, pubblicato postumo nel 1929.

Il 29 maggio del 1897, nel salotto milanese di casa Borromeo, Federico conobbe Ernesta Valle, con la quale intrecciò un'intesa amorosa descritta in un intensissimo carteggio (quasi ottocento pezzi tra lettere, cartoline, biglietti) custodito presso la Biblioteca regionale di Catania. Il salotto milanese era meta dei più acclamati scrittori, giornalisti ed editori dell'epoca; tra le personalità di rilievo che lo frequentavano vi erano Eugenio Torelli Viollier, Luigi Albertini, Domenico Oliva, Giuseppe Giacosa, Ugo Ojetti, Arrigo Boito, Emilio e Giuseppe Treves.

### Il ritorno a Catania
La forte possessività della madre costrinse De Roberto a ritornare a Catania nel 1897. Il mancato successo dei Viceré lo segnò profondamente, tanto che si rinchiuse in se stesso e rimase a Catania fino alla morte, salvo brevi viaggi nel continente. Ebbe un incarico come bibliotecario e visse sostanzialmente appartato e deluso per l'insuccesso della sua opera narrativa. Indirizzò il suo lavoro intellettuale alla pubblicistica e alla critica; si ricordano gli studi su Giacomo Leopardi e soprattutto su Verga, che giudicò sempre suo maestro.
Nel 1898 il fratello Diego sposò la cugina Luisa Moncada, per la cui primogenita Nennella lo scrittore nutrì un affetto particolare. Nell'estate del 1903 si recò a Zafferana Etnea, dove villeggiò anche in seguito, per trovare rimedio ai suoi disturbi neurovegetativi e nel 1905, su consiglio di Arrigo Boito, andò in Svizzera, per consultare il dottor Paul Dubois, specialista in malattie nervose, ricavandone benefici quasi esclusivamente “morali”. Nel 1908 si stabilì per circa un anno a Roma, dove "fu resocontista parlamentare per un giornale siciliano". Per mitigare l'allontanamento dalla madre, le scriveva assiduamente, spiegando che la scelta era stata dettata dalla necessità di approfondire alcuni aspetti del mondo giornalistico e politico. In questo periodo intrecciò una relazione sentimentale con Pia Vigada.
Nel 1915, allo scoppio della prima guerra mondiale, fu interventista.
Nel luglio 1917, colpito da una flebite che gli impediva di camminare, ridusse i viaggi.
Nel 1919, in collaborazione con Verga, diede alle stampe un libretto d'opera. Alla morte del Verga nel 1922, De Roberto riordinò in modo accurato le opere del suo grande conterraneo ed iniziò uno studio biografico e critico che però fu interrotto dalla sua prematura morte a Catania per un attacco di flebite il 26 luglio 1927 nella casa di via Etnea 221, a pochi passi dal giardino Bellini.
Perfino la scomparsa di De Roberto non ebbe adeguata considerazione, poiché fu oscurata da quella immediatamente successiva (27 luglio) di Matilde Serao. È sepolto nel Cimitero monumentale di Catania.

## Gli scritti

### Le opere di carattere verghiano
Dopo il volumetto di poesie Encelado, pubblicato a Catania dall'editore Galatola nel 1887, nacquero le raccolte di novelle La sorte del 1887 e Processi verbali del 1890, che muovono da una matrice verghiana, ma con personali e significative scelte.
In queste raccolte, infatti, non è assente la tematica paesana e rusticana, ma l'attenzione dello scrittore si concentra soprattutto sul mondo della nobiltà in disfacimento, sia socioeconomico sia fisiologico, e su quello dei nuovi borghesi che cercano di confondersi con l'ambiente dei nobili.

### Le opere di analisi psicologica

Processi verbali, edizione Galli Milano 1890, con dedica di De Roberto a

Seguirono i romanzi di analisi psicologica Ermanno Raeli (1889) e L'illusione (1891), il primo del ciclo dedicato alla famiglia Uzeda, la dinastia catanese discendente dai viceré spagnoli.
Nel 1894 i personaggi saranno ripresi ne I Viceré, considerato uno dei maggiori romanzi dell’Ottocento italiano, storia della Sicilia post-garibaldina delineata attraverso le vicende private degli Uzeda di Francalanza, la cui trama include, in ordine cronologico, gli avvenimenti de L'illusione (1891), in cui De Roberto racconta del personaggio di Teresa Uzeda Duffredi di Casaura e che fa da premessa a quelli de L'Imperio (1929, postumo), in cui viene seguita la carriera politica di Consalvo Uzeda.
In questi romanzi la tematica psicologica e intimistica si sviluppa sull'interiorità dei personaggi e ruota intorno al contrasto tra illusione e realtà, con i conseguenti motivi della nevrosi e delle inibizioni.
L'aspetto psicologico è presente anche nella raccolta di novelle Documenti umani (1888) e ne L'albero della scienza (1890), nei quali verranno però anche ripresi i temi e i metodi veristici.

### Pubblicazioni varie

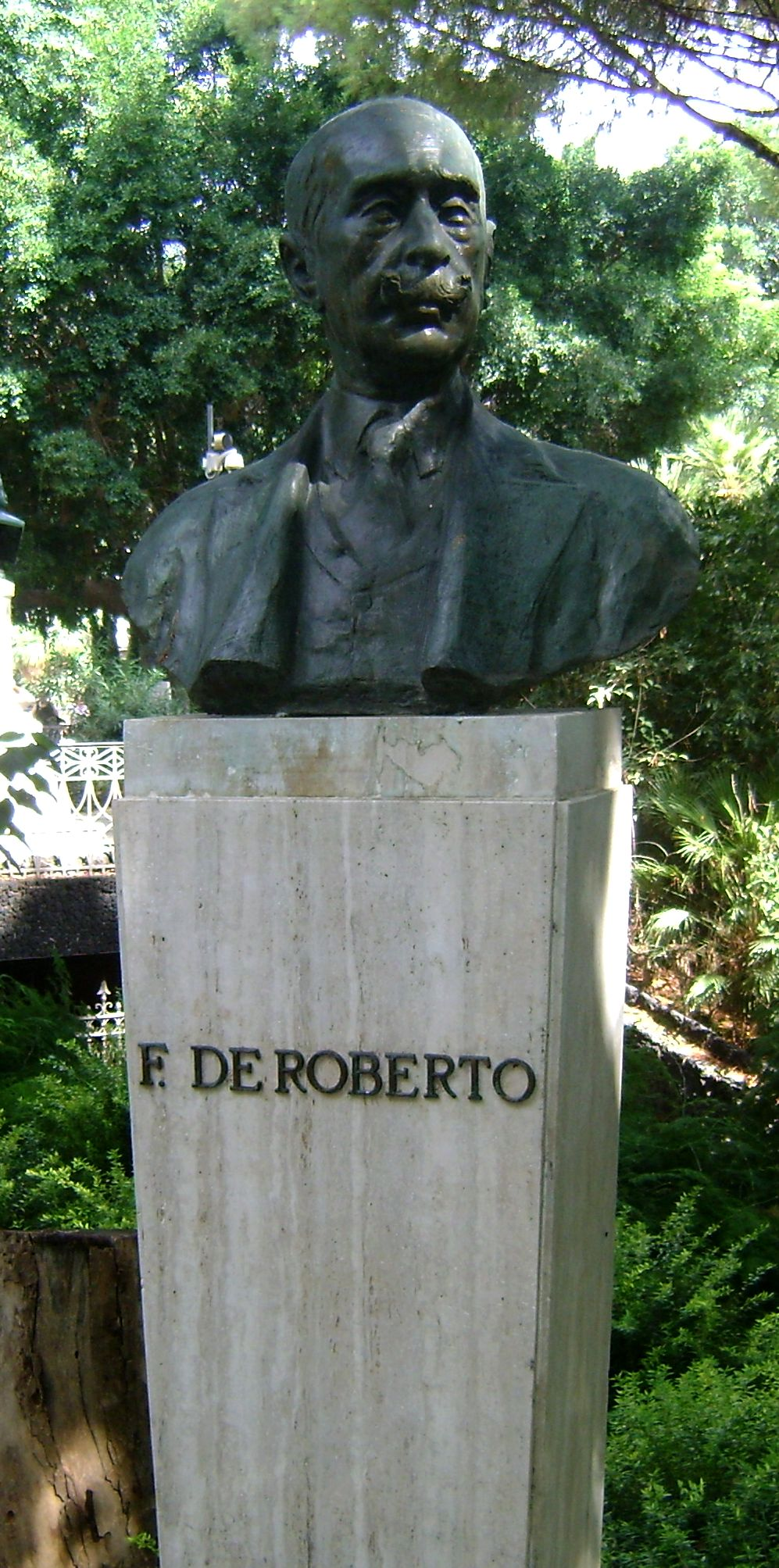
Il busto nel Viale degli uomini illustri, lungo il Giardino Bellini di Catania.

Tra il 1892 e il 1900 la produzione di De Roberto fu molto varia, esempio di un itinerario non lineare ma tormentato e complesso, tipico di quegli anni che avevano investito la cultura del positivismo.
Pubblicò infatti il saggio "La morte dell'amore" nel 1892, "L'amore. Fisiologia. Psicologia morale" nel 1895 e nel 1897 il romanzo "Spasimo", apparso a puntate tra il novembre del 1896 e il gennaio del 1897 sul "Corriere", e una monografia su Leopardi nel 1898, oltre alle "Lettere d'amore immaginarie", "Gli amori" nel 1898 e i saggi "Una pagina della storia sull'amore" dello stesso anno, "Il colore del tempo" nel 1900 e sempre nel 1900 "Come si ama".
Quando per motivi di salute dovette trascorrere lunghi periodi a Zafferana Etnea, si dedicò alla compilazione di guide turistiche: Catania, con 152 illustrazioni, Muglia Editore, 1907; Pellicanolibri, 1985.
Nel 1908, dopo un viaggio a Roma, iniziò il romanzo "L'Imperio", rimasto incompiuto e pubblicato postumo da Mondadori nel 1929. Dopo la prima guerra mondiale scrisse una serie di racconti di guerra, tra cui "La paura", "Rifugio", "La retata", "L'ultimo voto".

### Le lettere d'amore a Ernesta Ribera
La storia di un amore segreto è interamente conservata in un epistolario, rimasto inedito per quasi un secolo, fra De Roberto trentaseienne ed Ernesta Valle, gentildonna residente a Milano, assidua frequentatrice di elitari salotti (da Vittoria Cima a donna Virginia dei Borromeo, alla stessa Ernesta), moglie dell'avvocato siciliano Guido Ribera.
Fra sotterfugi, stratagemmi, astuzie, la corrispondenza si snoda dal 1897, quando iniziò la sua collaborazione al Corriere della Sera, fino al 1916: il prolifico carteggio permette di seguire passo passo le tappe dell'itinerario di De Roberto negli anni più tormentati della stagione milanese, svelando progetti e successi da una parte e inquietudini e sconfitte dall'altra. Per non destare sospetti, sovente spediva ad Ernesta, ribattezzata Renata perché "rinata" all'amore, o Nuccia (diminutivo di "femminuccia"), un giornale che nascondeva la lettera, oppure ricorreva al fermoposta.

## Poetica

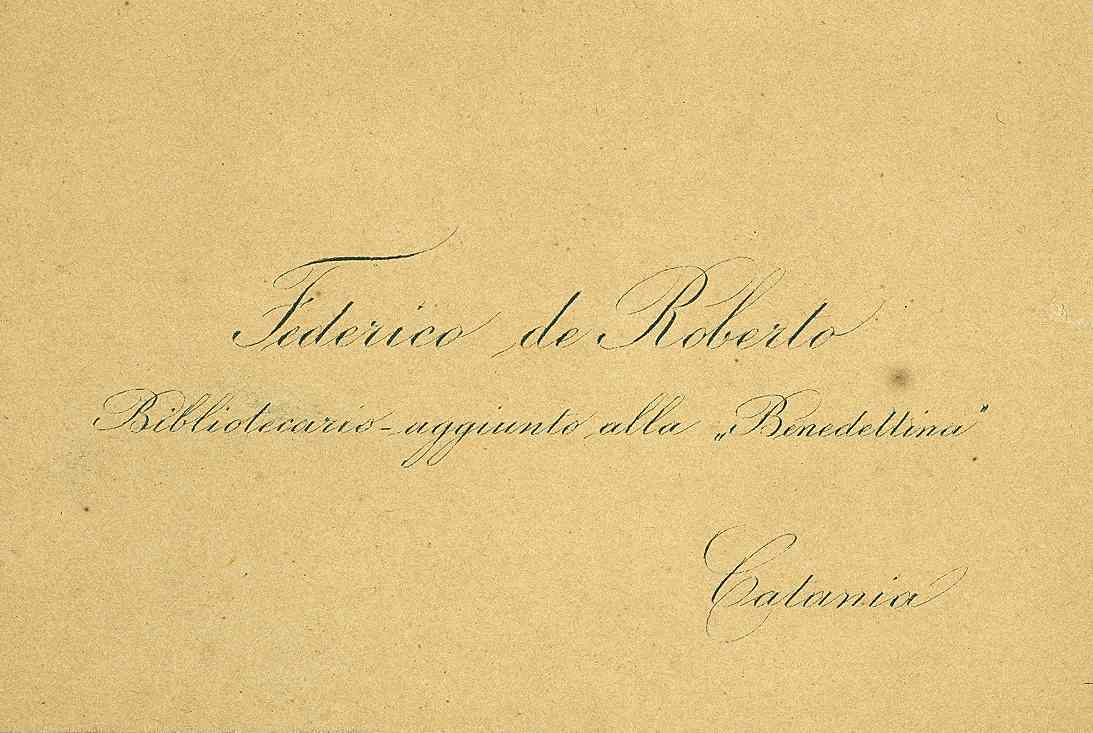
Biglietto da visita di De Roberto

Sostenitore convinto della poetica naturalista e verista, De Roberto ne applicò rigorosamente i termini, portando all'estremo gli aspetti di impersonalità del narratore e di osservazione rigorosa dei fatti.
Le sue tecniche sono funzionali alla narrazione impersonale, ma diverse da quelle di Verga. Innanzitutto non vi è la regressione della voce narrante nella realtà rappresentata; è presente invece, come nel Mastro-don Gesualdo, il discorso indiretto libero e si ricorre in larga misura al dialogo e alle didascalie descrittive. La narrazione tende a far propria la tecnica teatrale; nella prefazione ai Processi verbali De Roberto afferma: “L'impersonalità assoluta non può conseguirsi che nel puro dialogo, e l'ideale della rappresentazione obiettiva consiste nella scena come si scrive per il teatro”.

## Opere

### Monografie
- Leopardi, Milano, Fratelli Treves, 1898. (saggi, Monografia critica).
- Casa Verga e altri saggi verghiani, Firenze, Le Monnier, 1964. (pubblicata postuma).

### Il ciclo narrativo della famiglia Uzeda
- L'illusione, Milano, Libreria ed. Galli, 1891.
- I Viceré, Milano, Libreria editrice Galli , 1894.
- L'Imperio, Milano, Mondadori, 1929. Pubblicato postumo.

### Raccolte di novelle
- La sorte, Catania, Giannotta, 1887. II edizione: Milano, Libreria editrice Galli , 1892; III edizione: Milano, Treves, 1910; Milano, Treves, 1919.
- Documenti umani, Milano, Fratelli Treves, 1888; II edizione: Milano, Fratelli Treves, 1890; IV edizione: Milano, Libreria ed. Galli, 1896; VII edizione: Milano, Galli, Baldini, Castoldi, 1898.
- L'albero della scienza, Milano, Libreria editrice Galli , 1890.
- Processi verbali, Milano, Libreria editrice Galli , 1890.
- Ironie. Novelle, Milano, Fratelli Treves, 1920.

### Epistolario
- Lettere a donna Marianna degli Asmundo, a cura di Sarah Zappulla Muscarà, Catania, Tringale, 1978.
- Federico De Roberto a Luigi Albertini. Lettere del critico al direttore del "Corriere della Sera", a cura di Sarah Zappulla Muscarà, Roma, Bulzoni, 1979.
- Lettere a Pia[8], edizione critica a cura di Teresa Volpe, prefazione di Margherita Ganeri, Roma, Aracne Editrice, 2013.

### Versi
- Encelado, Maggio 1886. [versi], Catania, Galatola, 1887.

### Opere teatrali
- Il Rosario 1912
- La tormenta - dramma tratto dal romanzo Spasimo del 1897, pubblicato nel 1918, mai messo in scena.
- La strada maestra, - tratto da La messa di nozze del 1911, solamente pubblicato, nel 1913.

### Altri scritti
- Il passaggio del Nord-Est. Spedizione artica svedese; L'oceano artico ed i commerci della Siberia, Firenze, Gazzetta d'Italia, 1879.
- Polemica Giosuè Carducci e Mario Rapisardi,  Catania, edito da Niccolò Giannotta, 1881. (Esordio letterario).
- Arabeschi, Catania, Niccolò Giannotta, 1883. (saggi e pagine critiche)
- Ermanno Raeli. Racconto, Milano, Libreria editrice Galli , 1889; Milano: Baldini, Castoldi & C., 1902; Nuova edizione riveduta, con l'aggiunta di un avvertimento e di un'appendice, Milano; Roma: A. Mondadori, 1923.
- La morte dell'amore, Napoli, Pierro, 1892.
- L'amore. Fisiologia, psicologia, morale, Milano, Libreria editrice Galli , 1895. (saggio)  Claudia Carmina, Il trattato l’amore e la «legge dell’egoismo universale»: il positivismo inquieto di Federico De Roberto (PDF), in Sinestesieonline. URL consultato il 10 maggio 2025 (archiviato il 3 maggio 2025).* Spasimo, Milano, Libreria editrice Galli , 1897. (giallo pubblicato a puntate sul Corriere della Sera).
- Gli amori, Milano, Libreria editrice Galli , 1898.
- Una pagina della storia dell'amore, Milano, Fratelli Treves, 1898.
- Il colore del tempo, Milano-Palermo, Sandron, 1900.
- Come si ama, Torino, Roux e Viarengo, 1900.
- L'arte, Torino, Bocca, 1901.
- Catania, Bergamo, Istituto italiano d'arti grafiche, 1907, ristampa anastatica Pellicanolibri, Catania, 1985
- Esposizione di Catania, 1907. Albo illustrato redatto sotto la direzione di F. De Roberto, Catania, Galatola, 1908.
- Randazzo e la Valle dell'Alcantara, Bergamo, Istituto italiano d'arti grafiche, 1909.
- La messa di nozze; Un sogno; La bella morte, Milano, Fratelli Treves, 1911.
- Le donne, i cavalier', Milano, Fratelli Treves, 1913.
- Al rombo del cannone, Milano, Fratelli Treves, 1919.
- La «Cocotte», racconti,  Milano, Vitagliano, 1920.
- All'ombra dell'olivo, Milano, Fratelli Treves, 1920.
- La paura, del 1921, in cui fornì una rappresentazione tragicamente realistica della vita in trincea.
- Ciuri di strata, Prefazione a Francesco Guglielmino, Catania, Battiato, 1922.
- L'amante dell'amore. Novelle, prefazione a Ottavio Profeta,  Milano, Corbaccio, 1928.
- Come Malta divenne inglese, Roma, La nuova antologia, 1940.
- Cronache per il Fanfulla, Milano, Quaderni dell'Osservatore, 1973.
- Il trofeo di F. De Roberto. Inediti e rari, in "Le ragioni critiche", gennaio-marzo 1974.
- Giustizia. Dramma in un atto, Catania, Società di storia patria per la Sicilia orientale, 1975.
- La "Cocotte" e altre novelle di guerra, a cura di Sarah Zappulla Muscarà, Roma, Curcio, 1979.
- Adriana. Un racconto inedito e altri studi di donna, Catania, Maimone, 1998.
- Il tempo dello scontento universale. Articoli dispersi di critica culturale e letteraria, Torino, Aragno, 2012.
- La paura e altri racconti della Grande Guerra, Roma, Edizioni E/O, 2014
- Novelle della Grande Guerra, Bari, Edizioni Progedit, 2015
- Romanzi novelle e saggi; a cura di Carlo A. Madrignani, Collezione I Meridiani, Milano: Arnoldo Mondadori Editore, 1984, ISBN 88-04-21988-2, LXXXII, 1797 p. 
 Contiene: Romanzi: L'illusione; I Viceré; L'Imperio. Racconti: da La sorte: La disdetta; Nel cortile; La malanova. Da Documenti umani: Documenti umani; Donato Del Piano. Da Processi verbali: Il rosario; I vecchi. Da L'albero della scienza: La scoperta del peccato; Il gran rifiuto; Il paradiso perduto; La paura. Saggi e prefazioni: Leopardi e Flaubert; Carlo Baudelaire; Gustavo Flaubert. L'opera; Gustavo Flaubert. L'uomo; Prefazioni a Documenti umani; Processi verbali; L'albero della scienza; Come si ama; Leopardi. La misantropia; Capitolo XV da Una pagina della Storia dell'amore. Il matrimonio di Bismarck; Il volo di Icaro; Domenico Castorina e Giovanni Verga. Lettere: A Ferdinando Di Giorgi; Alla Madre; A Luigi Albertini.